# ブロケード (1981年生の競走馬)
ブロケード（Brocade、1981年5月31日 - 2003年）は、イギリスで生産および調教されたサラブレッドの競走馬、のち繁殖牝馬。1984年に3歳でデビューすると、オークツリーステークスとチャレンジステークスを制し、クインシー賞でも2着に好走した。4歳時には前年見せたパフォーマンスをなかなか発揮できなかったが、引退レースとなったフォレ賞で勝利してそのキャリアを終えた。繁殖牝馬としてはバラシアとゴッサマーの2頭のG1馬を産む成功を収めた。

## 生涯
ブロケードは「頑強で体格の良い (robust, good-quartered)」鹿毛の牝馬で、オーナーブリーダーのジェラルド・リー (Gerald Leigh) がケイトンパークスタッド (Cayton Park Stud) で生産した。ウェスト・サセックス州パルバラにあったガイ・ハーウッドの厩舎で調教された。ハーウッドは競走馬の調教における現代的手法で知られ、イギリスへ人工馬場やアメリカ風の納屋式馬房 (barn-style stabling) を導入した。
父のハビタットはアメリカ合衆国で生産されイギリスで走ったマイラーで、ブロケードはその11年目の産駒であった。ハビタットは1970年代から1980年代にかけてのヨーロッパを代表する種牡馬の一頭で、他の産駒にハビブティ、フライングウォーター、マーウェル、ローズボウル、スタインレンといった競走馬がおり、3度イギリスのリーディングブルードメアサイアーにもなっている。
母カントンシルク (Canton Silk) は、4勝を挙げたスプリンターだった。彼女は1923年生まれの繁殖牝馬フレンチキス (French Kiss) の牝系子孫で、同じファミリーにアスコットゴールドカップ勝ち馬シャンガムゾがいる。

### 競走馬時代
2歳時は不出走。3歳の1984年4月にニューベリー競馬場で行われた7ハロンのメイドン競走（未勝利戦）に勝ち、競走馬としてデビューした。翌月にはアスコット競馬場のオートバーステークス（Autobar Stakes、1マイル）を制した。6月はロイヤルアスコット開催のコロネーションステークスに出走する予定だったが、ハーウッド厩舎の多くの馬と同様ウイルス感染症にかかり、3ヶ月近く競馬場から遠ざかった。復帰戦となったのは7月末にグッドウッド競馬場で行われたオークツリーステークス（7ハロン、L）で、ブロケードは2着馬カプリコーンベル に1馬身半差をつけて勝利した。その後はフランス・ドーヴィル競馬場の1600メートルで行われたクインシー賞 (G3) に遠征。ここでは善戦するも4歳騸馬のテレプロンプターにクビ差で敗れた。
帰国後の10月にニューマーケット競馬場で行われたチャレンジステークス（7ハロン、G3）は、ハンガーフォードステークス勝ち馬プレゴやサンディレーンステークス勝ち馬フォルツァンドらを相手に5対4（2.25倍）の1番人気となった。グレヴィル・スターキー騎乗のブロケードはゴール前1ハロンで先頭に躍り出ると、2着のプレゴに3馬身差をつける快勝を収めた。同月末は再度渡仏してフォレ賞（ロンシャン競馬場1400メートル、G1）に出走。優勝したプロシーダに2馬身弱の差をつけられ、出走馬10頭中5着でゴールしてシーズンを終えた。
1984年の公式インターナショナル・クラシフィケーションにおいてブロケードは、イギリスで調教された3歳牝馬の中でケイティーズ、サーカスプルーム、ペブルス、マイスエルレームに次ぐ第5位に評価された。
1985年シーズンは6月のロイヤルアスコット開催で行われたコークアンドオラリーステークス（アスコット競馬場、G3）から始動した。6ハロンへの距離短縮となったが、3歳牝馬ダファイナの後塵を拝して4着に終わった。続くチャイルドステークス（ニューマーケット競馬場8ハロン、G3）はアルバハスリの6着、ハロウェイズステークス（グッドウッド競馬場7ハロン、L）はエフィシオの9着にそれぞれ敗れた。後者のレース後、タイムフォーム誌の記者はブロケードがスタート前に軽く汗ばんでいるように見えたことから「調教がうまくできていない (failed to train on)」、つまり3歳から4歳への成長が期待されたほどではなかったとコメントした。
連覇を目指して出走したチャレンジステークス（ニューマーケット競馬場7ハロン、G3）ではエフィシオ、チャペルコテージ、パウダーケッグ (Powder Keg) と差のない4着だった。10月は2度目の挑戦となるフォレ賞（ロンシャン競馬場1400メートル、G1）に向かった。スターキー騎手がより評価の高い僚馬ヤングラナウェイ（プロシーダやリヴァードラマーと並ぶ1番人気だった）に騎乗したため、23対1（24倍）の人気薄だったブロケードはパット・エデリーへ乗り替わりとなった。レースは14頭立てで、他にベアン、ダファイナ、エフィシオ、ニコス、サラーブらが出走した。ブロケードはオッズを覆し、ゴールの400メートル手前で先頭に立つと追い込んできたニコスを1馬身差抑えて優勝した。
1985年の公式インターナショナル・クラシフィケーションでは、ブロケードはイギリスで調教された古馬牝馬でペブルスとフリーゲストに次いで第3位の評価を受けた。

### 繁殖牝馬時代
1985年のシーズン終了とともに現役を引退し、リーの牧場で繁殖牝馬となった。繁殖成績も優秀で、産駒のうち少なくとも8頭が勝ち上がり、うち4頭がグレードレース勝ち馬となった。さらにバラシアとゴッサマーはそれぞれG1競走で2勝を挙げている。
国際競馬統括機関連盟 (IFHA) は“Brocade”を国際保護馬名に指定しており、再使用が認められない馬名となっている。

## 競走成績
- 1984年（3歳）
  - 4月14日 - 未勝利戦（ニューベリー競馬場芝7ハロン） 1着
  - 5月2日 - オートバーステークス（アスコット競馬場芝1マイル） 1着
  - 7月31日 - オークツリーステークス（英語版）（グッドウッド競馬場芝7ハロン、L） 1着
  - 8月29日 - クインシー賞（ドーヴィル競馬場芝1600メートル、G3） 2着[27]
  - 10月18日 - チャレンジステークス（ニューマーケット競馬場芝7ハロン、G3） 1着
  - 10月28日 - フォレ賞（ロンシャン競馬場芝1400メートル、G1） 5着[28]
- 1985年（4歳）
  - 6月20日 - コークアンドオラリーステークス（アスコット競馬場芝6ハロン、G3） 4着
  - 7月10日 - チャイルドステークス（ニューマーケット競馬場芝8ハロン、G3） 6着
  - 9月30日 - ハロウェイズステークス（グッドウッド競馬場芝7ハロン、L） 9着
  - 10月17日 - チャレンジステークス（ニューマーケット競馬場芝7ハロン、G3） 4着[29]
  - 10月27日 - フォレ賞（ロンシャン競馬場芝1400メートル、G1） 1着[30]

## 繁殖成績
|        | 生年月日      | 馬名              | 性 | 毛色 | 父              | 主な成績 | 出典          |
| ------ | ------------- | ----------------- | -- | ---- | --------------- | --- | ------------- |
| 初仔   | 1987年2月13日 | Free At Last      | 牝 | 鹿毛 | Shirley Heights | 19戦7勝 - カウンテスファーガーハンデキャップ（米G3） - サマーヴィルタタソールステークス（英L） - カーメルハンデキャップ（米L） - イエルバブエナステークス（米L）        | [ 31 ] [ 32 ] |
| 2番仔  | 1988年2月1日  | Zabar             | 騸 | 鹿毛 | Dancing Brave   | 22戦7勝 - エッティンゲンレネン（独G3） - パース賞（仏G3） - ミュゲ賞（仏G3） - シュマンドフェルデュノール賞（仏G3） - ニセアス賞（仏L） - ビュットモルトマール賞（仏L） | [ 33 ] [ 34 ] |
| 3番仔  | 1989年2月3日  | Fort Shirley      | 牡 | 鹿毛 | Shirley Heights | 14戦2勝 | [ 35 ] [ 36 ] |
| 4番仔  | 1990年3月2日  | Barathea          | 牡 | 鹿毛 | Sadler's Wells  | 16戦5勝 - アイリッシュ2000ギニー（愛G1） - ブリーダーズカップ・マイル（米G1） - クイーンアンステークス（英G2）                                                          | [ 37 ] [ 38 ] |
| 5番仔  | 1991年2月21日 | Foulard           | 牝 | 鹿毛 | Sadler's Wells  | | [ 39 ] [ 40 ] |
| 6番仔  | 1992年2月29日 | Bracco            | 牝 | 鹿毛 | Sadler's Wells  | | [ 41 ]        |
| 7番仔  | 1993年3月15日 | National Treasure | 牝 | 鹿毛 | Shirley Heights | 3戦0勝 | [ 42 ] [ 43 ] |
| 8番仔  | 1994年4月2日  | Bombazine         | 牝 | 栗毛 | Generous        | 5戦1勝 | [ 44 ] [ 45 ] |
| 9番仔  | 1995年5月3日  | Taffety           | 牝 | 鹿毛 | Last Tycoon     | | [ 46 ] [ 47 ] |
| 10番仔 | 1996年5月21日 | Brocatelle        | 牝 | 鹿毛 | Green Desert    | 4戦0勝 | [ 48 ] [ 49 ] |
| 11番仔 | 1997年5月21日 | Zibilene          | 牝 | 鹿毛 | Rainbow Quest   | 5戦1勝 | [ 50 ] [ 51 ] |
| 12番仔 | 1999年2月20日 | Gossamer          | 牝 | 鹿毛 | Sadler's Wells  | 8戦4勝 - フィリーズマイル（英G1） - アイリッシュ1000ギニー（愛G1） - プレスティージステークス（英G3）                                                                   | [ 52 ] [ 53 ] |
| 13番仔 | 2000年4月4日  | Camlet            | 牝 | 鹿毛 | Green Desert    | 8戦2勝 | [ 54 ] [ 55 ] |
| 14番仔 | 2001年4月21日 | Serge             | 騸 | 栗毛 | Nashwan         | | [ 56 ]        |

## 血統表
| Brocadeの血統                 | Brocadeの血統                       | Brocadeの血統        | （血統表の出典）   | （血統表の出典）   |
| 父系                          | ハビタット系                        | ハビタット系         | ハビタット系       | [ § 2 ]            |
| 父 Habitat (USA) 1966 鹿毛    | 父の父Sir Gaylord (USA) 1959 黒鹿毛 | Turn-to (IRE)        | Royal Charger (GB) | Royal Charger (GB) |
| 父 Habitat (USA) 1966 鹿毛    | 父の父Sir Gaylord (USA) 1959 黒鹿毛 | Turn-to (IRE)        | Source Sucree (FR) |                    |
| 父 Habitat (USA) 1966 鹿毛    | 父の父Sir Gaylord (USA) 1959 黒鹿毛 | Somethingroyal (USA) | Princequillo (IRE) | Princequillo (IRE) |
| 父 Habitat (USA) 1966 鹿毛    | 父の父Sir Gaylord (USA) 1959 黒鹿毛 | Somethingroyal (USA) | Imperatrice (USA)  |                    |
| 父 Habitat (USA) 1966 鹿毛    | 父の母Little Hut (USA) 1952 鹿毛    | Occupy (USA)         | Bull Dog (FR)      | Bull Dog (FR)      |
| 父 Habitat (USA) 1966 鹿毛    | 父の母Little Hut (USA) 1952 鹿毛    | Occupy (USA)         | Miss Bunting (USA) |                    |
| 父 Habitat (USA) 1966 鹿毛    | 父の母Little Hut (USA) 1952 鹿毛    | Savage Beauty (USA)  | Challenger (GB)    | Challenger (GB)    |
| 父 Habitat (USA) 1966 鹿毛    | 父の母Little Hut (USA) 1952 鹿毛    | Savage Beauty (USA)  | Khara (USA)        |                    |
| 母 Canton Silk (GB) 1970 芦毛 | 母の父Runnymede (GB) 1961 芦毛      | Petition (GB)        | Fair Trial (GB)    | Fair Trial (GB)    |
| 母 Canton Silk (GB) 1970 芦毛 | 母の父Runnymede (GB) 1961 芦毛      | Petition (GB)        | Art Paper (GB)     |                    |
| 母 Canton Silk (GB) 1970 芦毛 | 母の父Runnymede (GB) 1961 芦毛      | Dutch Clover (GB)    | Winterhalter (GB)  | Winterhalter (GB)  |
| 母 Canton Silk (GB) 1970 芦毛 | 母の父Runnymede (GB) 1961 芦毛      | Dutch Clover (GB)    | Entreat (GB)       |                    |
| 母 Canton Silk (GB) 1970 芦毛 | 母の母Clouded Lamp (GB) 1961 鹿毛   | ニンバス (GB)        | Nearco (ITY)       | Nearco (ITY)       |
| 母 Canton Silk (GB) 1970 芦毛 | 母の母Clouded Lamp (GB) 1961 鹿毛   | ニンバス (GB)        | Kong (GB)          |                    |
| 母 Canton Silk (GB) 1970 芦毛 | 母の母Clouded Lamp (GB) 1961 鹿毛   | Kepwick (GB)         | Linklater (GB)     | Linklater (GB)     |
| 母 Canton Silk (GB) 1970 芦毛 | 母の母Clouded Lamp (GB) 1961 鹿毛   | Kepwick (GB)         | Merrylips (GB)     |                    |
| 母系(F-No.)                   | 14号族(FN:14-a)                     | 14号族(FN:14-a)      | 14号族(FN:14-a)    | [ § 3 ]            |
| 5代内の近親交配               | Nearco: M4×S5                       | Nearco: M4×S5        | Nearco: M4×S5      | [ § 4 ]            |
| 出典                          | 1. 2. 3. 4.                         | 1. 2. 3. 4.          | 1. 2. 3. 4.        | 1. 2. 3. 4.        |